# Antonio Muñoz (arquitecto)
Antonio Muñoz (Roma, 14 de marzo de 1884—Roma, 22 de febrero de 1960) fue un historiador del arte y arquitecto italiano.

## Biografía
Nació en Roma, hijo de Augusto y Ángela Zeri en 1884. El apellido revela el origen castellano de la familia: descendiente de Juliano Muñoz, un oficial al servicio de la embajada española que en el siglo XVIII se había instalado definitivamente en la ciudad al casarse con una romana.
Asistió a la Universidad de Roma donde se licenció en letras en 1906. Luego estudió un curso de especialización en historia del arte impartido por Adolfo Venturi. Durante sus estudios académicos pasó un periodo en París para hacer algunos cursos en la Academia de Bellas Artes; en el mismo periodo visitó el Medio Oriente, Austria y Rusia y, a partir de 1903, comenzó a publicar artículos para la revista L'Arte.
En 1909 se convirtió en profesor libre de historia del arte en la Universidad de Nápoles. Fue nombrado superintendente de los monumentos del Lacio de 1914 a 1928 y de 1928 a 1944, inspector general de Antigüedades y Bellas Artes de la Gobernación de Roma, trabajó en la transformación urbana de importantes zonas del centro histórico romano, como el tramo de Via dell'Impero  que va desde Largo Corrado Ricci hasta el Coliseo, via dei Trionfi, la zona arqueológica de Largo de Torre Argentina, el Mausoleo de Augusto, obras para las cuales hubo que destruir zonas enteras construidas entre el siglo XVI y XVII.
Dirigió algunas importantes intervenciones de iglesias románicas, entre ellas y de particular importancia, la de la basílica de Santa Sabina. Eliminó los elementos constructivos superiores construidos por Domenico Fontana en 1587, devolvió la iglesia a su aspecto original. La intervención se llevó a cabo en dos fases: la primera de 1914 a 1919 y luego de 1936 a 1937.  Sus otras intervenciones se referían a la basílica de Santi Quattro Coronati (1912-1914),  San Giorgio in Velabro (1923-1926),  Santa Balbina (1927-1930). 
El 21 de abril de 1930 inauguró el Museo de Roma, del que fue también el primer director. El museo se ubicó en la antigua sede del Pastificio Pantanella, en Piazza della Bocca della Verità, y en 1952 se trasladó a su ubicación actual en el Palazzo Braschi, en Piazza San Pantaleo. 
Desde joven escribió numerosos artículos y volúmenes sobre la historia del arte y la arqueología. Entre sus obras encontramos también colecciones de poemas en romanesco y una divertida y singular Sinónimos del dialecto romano. Noventa maneras de decir idiota, publicado en 1947.
En 1936 fundó la revista L'Urbe, revista romana de historia, arte, letras, costumbres, bimestral que publicaban los hermanos Palombi, y la dirigió durante unos veinte años. Con el tiempo, algunos de los principales romanistas  incluido Ceccarius, colaboraron en la revista.
Murió en 1960, a la edad de setenta y cinco años, en su ciudad natal. En 1971, el municipio de Roma nombró una calle de Ostia Antica (Zona XXXV, Municipio XIII) en su honor.

## Obras (lista parcial)
- I codici greci miniati delle minori biblioteche di Roma, Firenze, Alfani e Venturi, 1905
- Iconografia della Madonna: studio delle rappresentazioni della Vergine nei monumenti artistici d'Oriente e d'Occidente, Firenze, Alfani e Venturi, 1905
- Monumenti d'arte medioevale e moderna, Pubblicazione a fascicoli, Roma, Danesi, 1906
- La Galleria Borghese in Roma, Roma, W. Modes, 1909
- Studi d'arte medievale, Roma, Modes, 1909
- Basilica di S. Pietro, Collezione Monumenti d'Italia, Roma, Garzoni Provenzani, 1910
- Il restauro della chiesa e del chiostro dei ss. Quattro Coronati, Roma, Ed. Danesi, 1914
- Elogio del Borromini, Roma, Stab. tip. E. Armani, 1918
- La basilica di Santa Sabina in Roma: descrizione storico-artistica dopo i recenti restauri, Milano, Alfieri e Lacroix, 1919
- Roma barocca, Roma-Milano, Casa editrice d'arte Bestetti e Tumminelli, 1919
- G. B. Piranesi, Roma-Milano, Casa editrice d'arte Bestetti e Tumminelli, 1920
- Roma di Dante, Roma-Milano, Casa editrice d'arte Bestetti e Tumminelli, 1921
- S. Pietro in Vaticano, Collezione Le chiese di Roma illustrate, Roma, Casa ed. Roma, 1924
- Campidoglio, Roma, Stab. Tip. Arte della stampa, 1930
- Il Museo di Roma, Roma, Governatorato di Roma, 1930
- Via dei monti e via del mare, Roma, Biblioteca d'arte, 1932
- La via del Circo Massimo, Roma, Tumminelli, 1934
- Roma di Mussolini, Milano, Treves, 1935
- Architettura gotica: appunti di storia dell'arte medioevale, Roma, Gruppo dei fasci dell'Urbe, 1937
- Il restauro della Basilica di Santa Sabina, Roma, Palombi, 1938
- Roma medioevale, Roma, Edizioni Italiane, 1939
- Rembrandt, Collezione I grandi pittori, Novara, Istituto Geografico De Agostini, 1941
- Van Dyck, Collezione I grandi pittori, Novara, Istituto Geografico De Agostini, 1941
- Velazquez, Collezione I grandi pittori, Novara, Istituto Geografico De Agostini, 1942
- L'isolamento del colle capitolino, Roma, Arti graf. fratelli Palombi, 1943
- La basilica di S. Lorenzo fuori le mura, Roma, Palombi, 1944
- Domenico Fontana architetto (1543-1607), Bellinzona, Ist. Edit. Ticinese, 1944
- Figure romane, Roma, A. Staderini, 1944
- D'Annunzio a Roma (Muñoz ed altri), Roma, Palombi, 1955
- Antonio Canova: le opere, Roma, Palombi, 1957
- Roma nel primo Ottocento, Roma, Palombi, 1961